# Алчевський район
Алчевський район (Алчевщина) — район в Луганській області України. Адміністративний центр — місто Алчевськ. 
Утворений 19 липня 2020 року. Район розташований на тимчасово окупованій території України.
У складі району території Алчевської міської, Зимогір’ївської міської, Кадіївської міської територіальних громад, затверджених Кабінетом Міністрів України.
До його складу були включені території:
- Перевальського району,
- Попаснянського району (крім його заходу, включеного у Сіверськодонецький район),
- Слов'яносербського району,
- а також міста обласного значення Алчевськ, Брянка, Голубівка (Кіровськ), Кадіївка (Стаханов) та Сокологірськ (Первомайськ).